# No One (2 Unlimited)
No One is een nummer van de Nederlands-Belgische 2 Unlimited uit 1994. Het is de tweede single van hun derde studioalbum Real Things.
Het nummer bevat een referentie naar That's the Way Love Goes van Janet Jackson. Net als de vorige singles van 2 Unlimited, werd "No One" wederom een grote hit in Europa. Het bereikte de 2e positie in de Nederlandse Top 40, terwijl het in de Vlaamse Radio 2 Top 30 een plekje lager kwam.